# 치의학 박사
치의학 박사(齒醫學博士)는 대학원 관련 학위이다. 이 학위로써 치과의사 및 치과대학 예하 교수직원 직위를 지내는 것이 대표적이다.